# Laeops macrophthalmus
 Laeops macrophthalmus és un peix teleosti de la família dels bòtids i de l'ordre dels pleuronectiformes.

## Distribució geogràfica
Es troba a les costes de Myanmar.